# Володарка
Воло́дарка (укр. Воло́дарка) — посёлок в Киевской области Украины, административный центр Володарского района.
Расположен на реке Рось.

## История
В центре посёлка, на левом берегу реки Рось, напротив устья реки Торц, находятся следы разрушенного городища — остатков древнерусского Володарева, упомянутого в летописи в 1150 году. Володарев являлся одной из крепостей, входящих в Поросскую оборонительную линию, построенную для обороны Киевского княжества от вторжений степных кочевников.
В 1892 году Володарка являлась местечком Сквирского уезда Киевской губернии с населением 3270 человек, в котором действовали пивоваренный завод, суконная фабрика, две водяные мельницы и 16 торговых лавок.
В январе 1989 года численность населения составляла 7522 человека.
На 1 января 2013 года численность населения составляла 6297 человек.

## Транспорт
Через Володарку проходит автодорога Т-1013. Железнодорожное сообщение отсутствует, ближайшая железнодорожная станция — Кашперовка в одноимённом селе находится на расстоянии 23 км.
Из-за такой ситуации транспортная система развита непропорционально — отсутствие железнодорожных путей перекрывают другие виды транспорта. Для междугородних переездов в Володарке пользуются автобусами и маршрутными такси, однако прямых маршрутов в большинство городов нет, но добраться до Белой Церкви или Киева нет никакой сложности.
В Володарке хорошо развито такси.

## Достопримечательности
- Володарский историко-краеведческий музей (ул. Коцюбинского, 6), в котором представлены более 1,5 тыс. экспонатов, освещающих историю края от фотографий и картин до исторических документов и предметов быта.
- Крестовоздвиженская церковь — ранее была костёлом, возведённым в 1815 году. Сооружение сохраняет черты католического храма, с пристроенным сверху куполом, характерным для православного архитектурного стиля, который выглядит искусственным. Ремонт в 2000-х делает культовое сооружение похожим на баптистские дома молитвы.

## Социальная сфера

### Образование
- общеобразовательная школа № 1;
- общеобразовательная школа № 2;
- лицей;
- школа искусств.

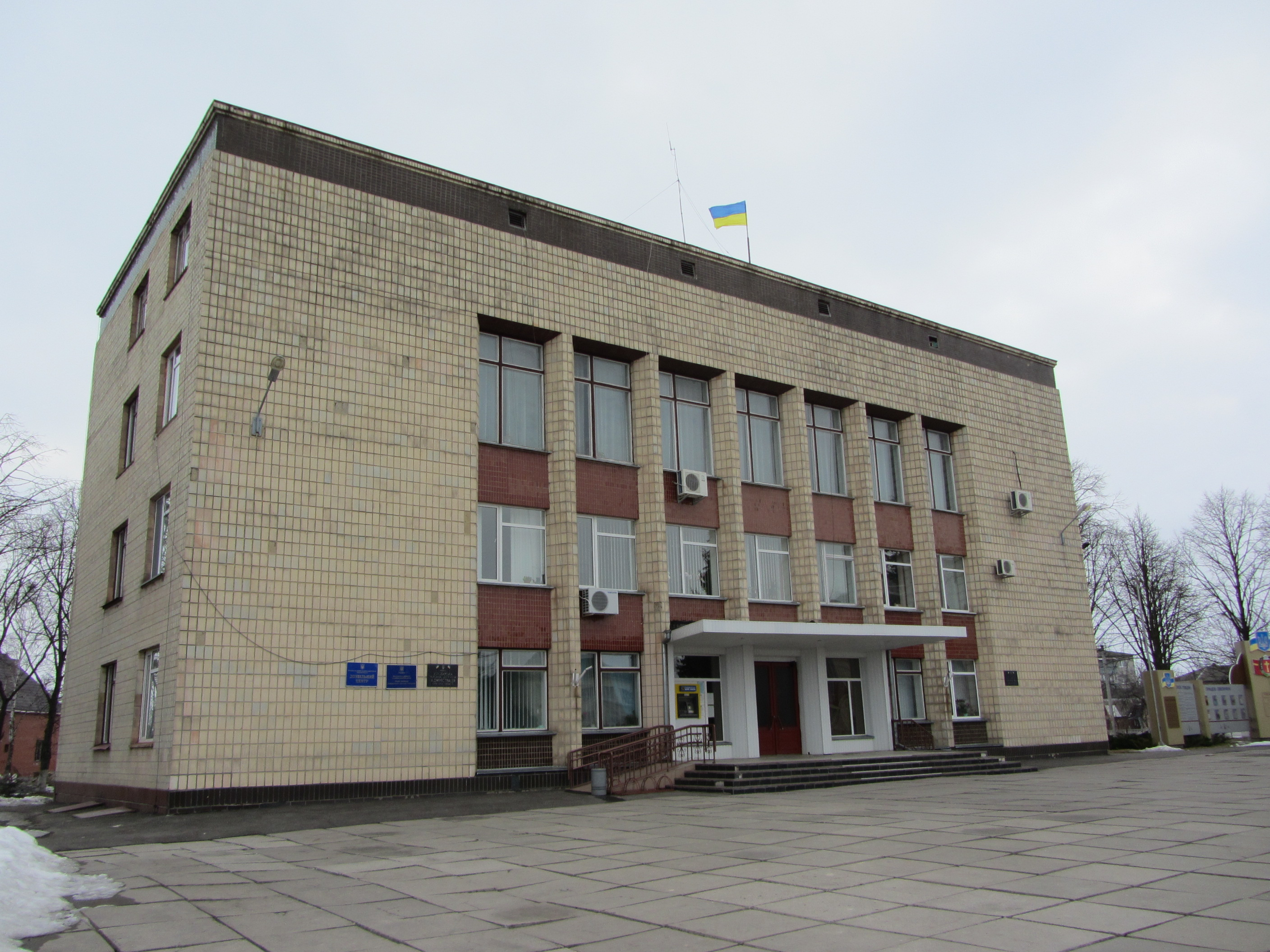
Административное здание в центре Володарки
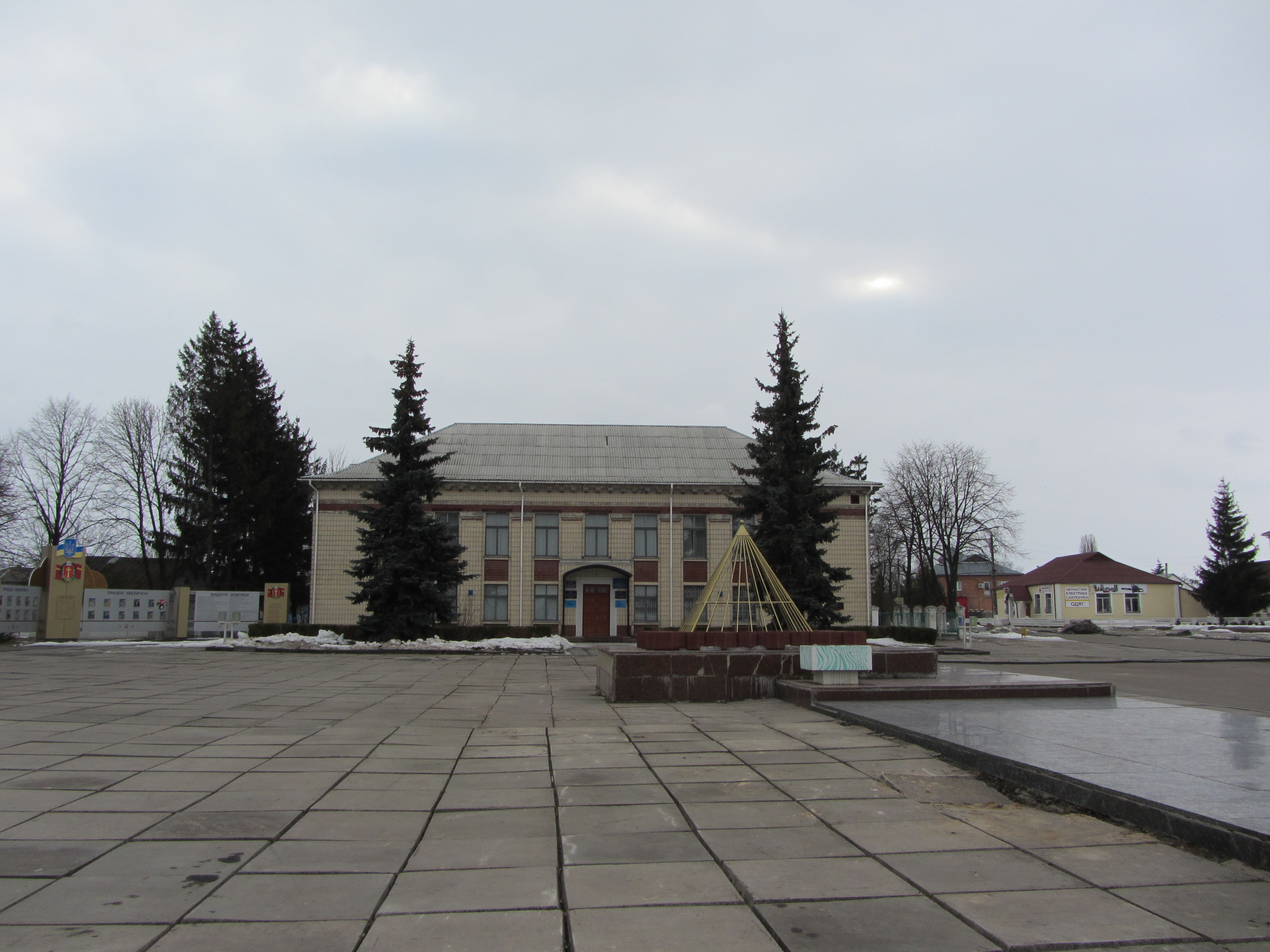
В центре Володарки на площади Мира
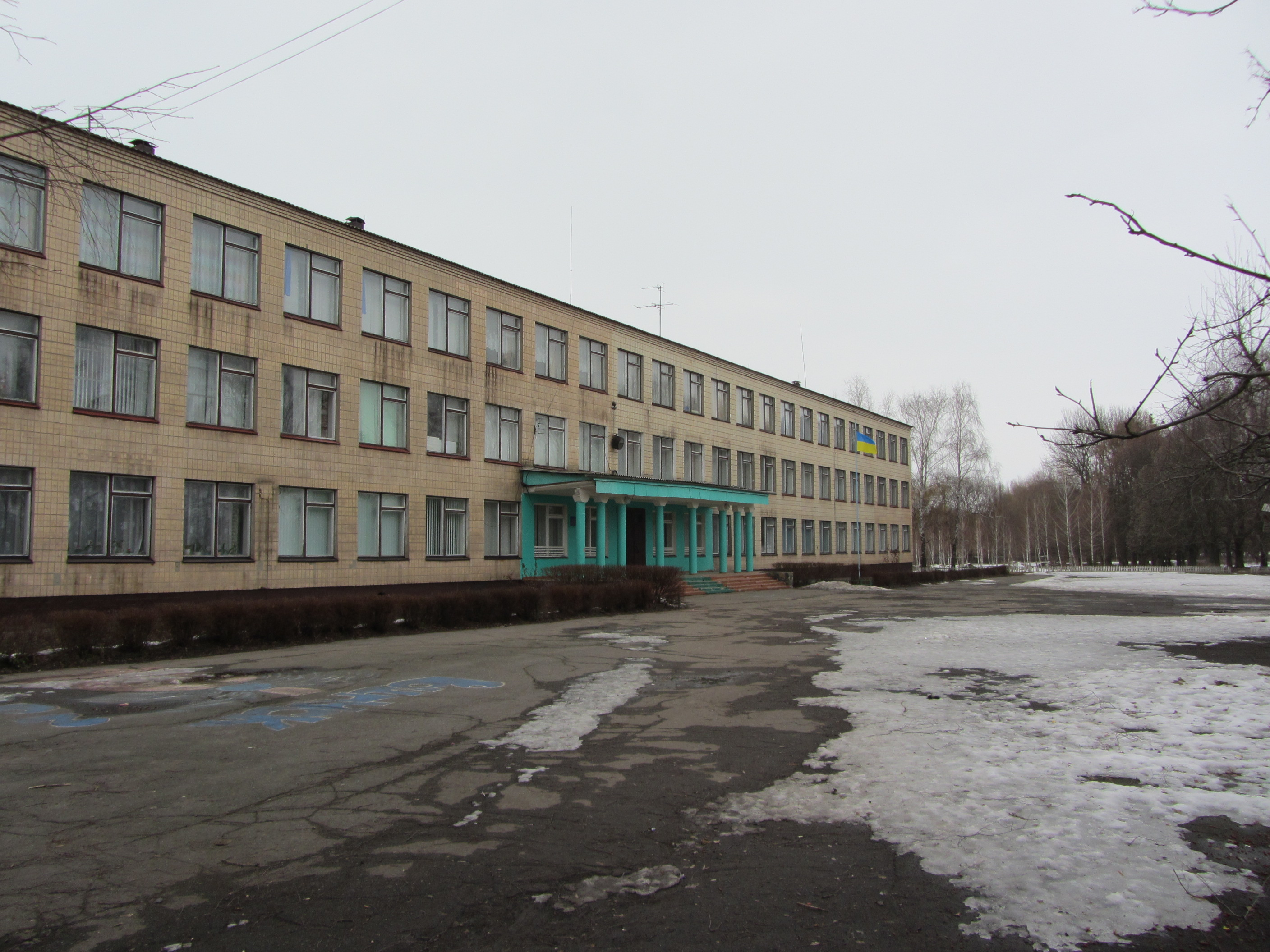
Володарская школа № 1
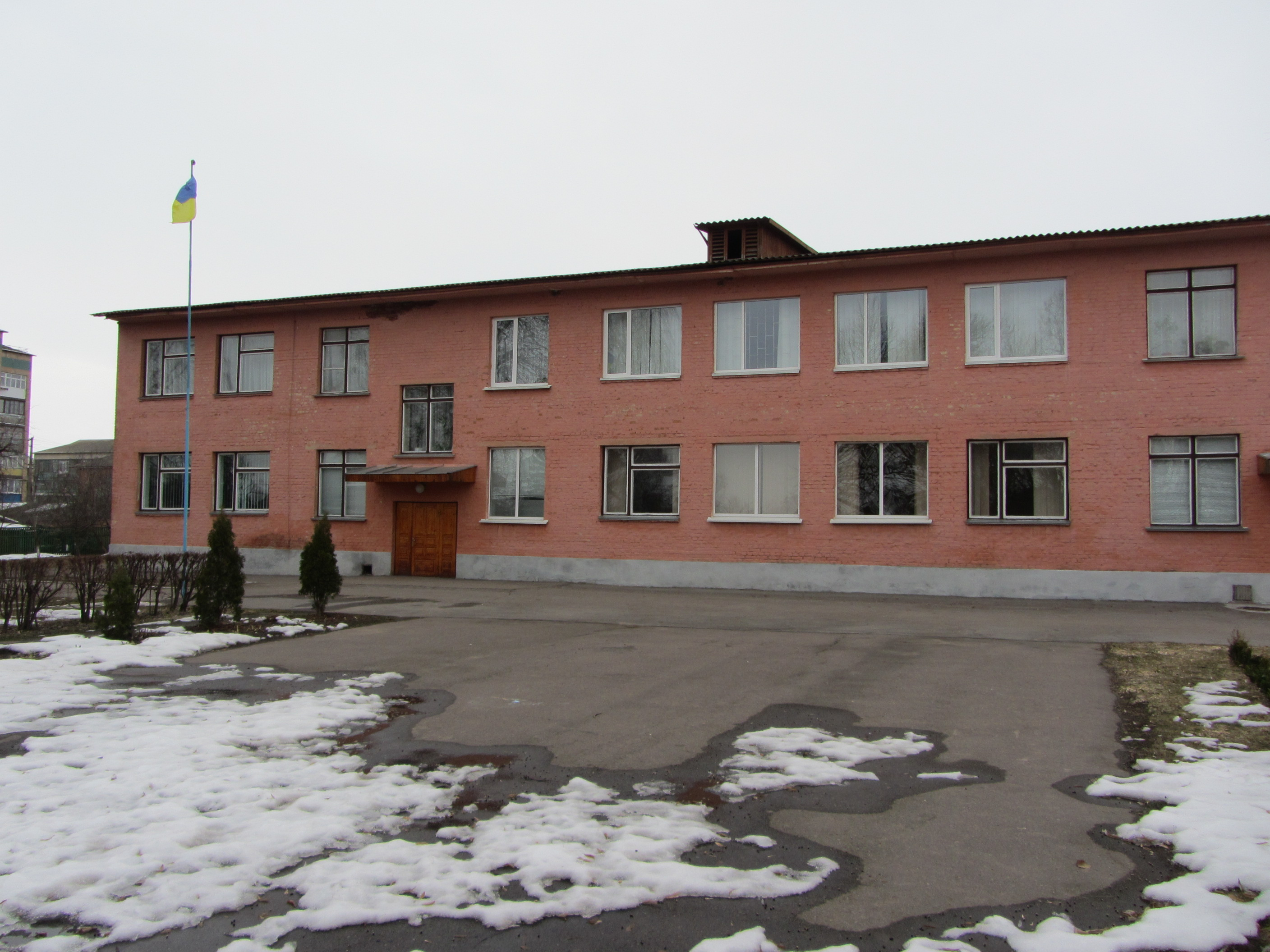
Лицей в Володарке
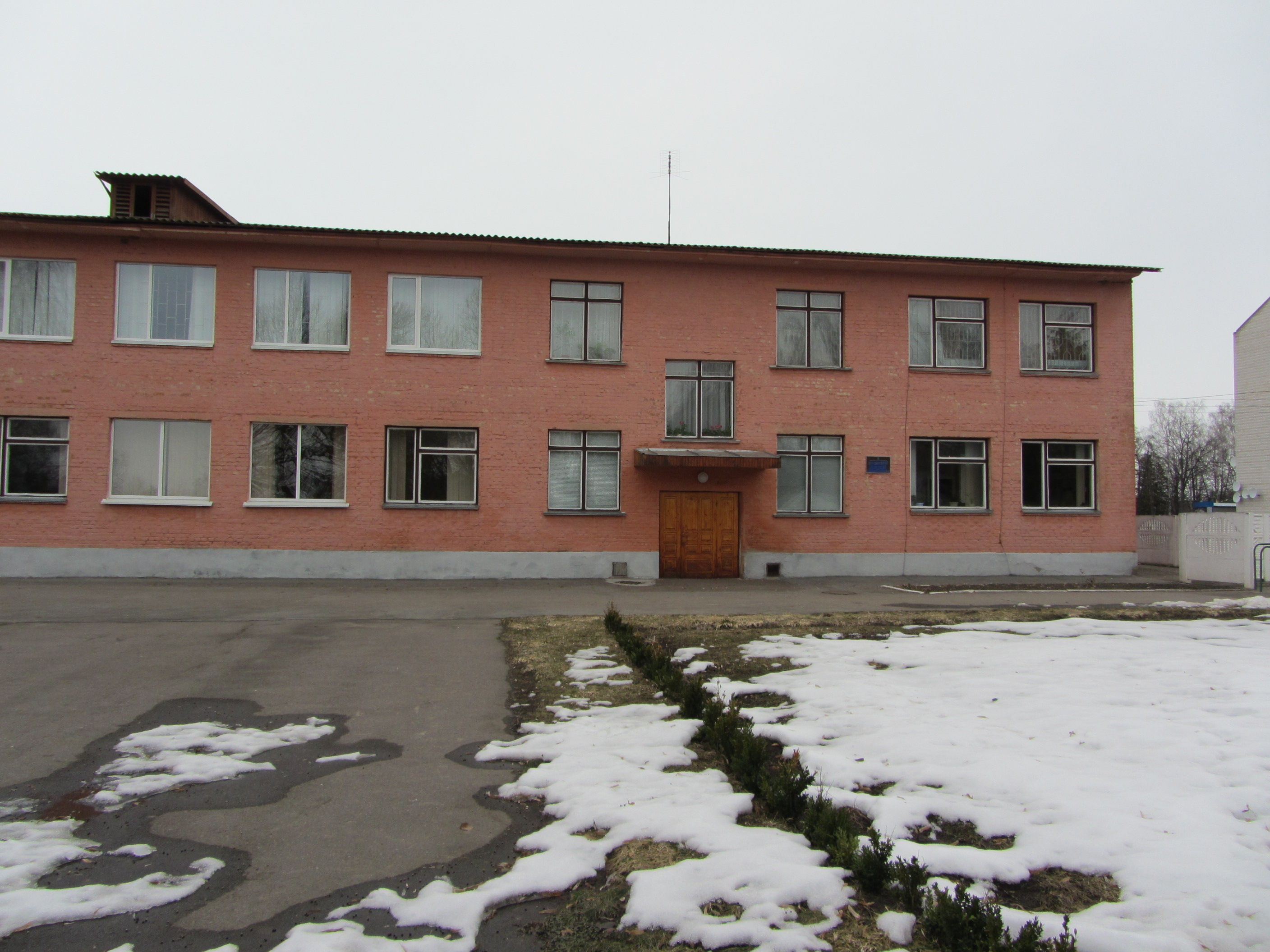
Лицей в Володарке